# On My Mind (Ellie Goulding)
On My Mind è un singolo della cantante britannica Ellie Goulding, pubblicato 17 settembre 2015 come terzo estratto dal terzo album in studio Delirium.

## Descrizione
La cantante ha definito il suo sound come «[...] molto diverso per me». In un'intervista, ha dichiarato a proposito del brano: 
On My Mind un brano dalle sonorità electropop e R&B con una strumentazione che si articola in riff di chitarra striduli, schiocchi secchi, una batteria trap con una elettronica acuta e sincopata, che secondo Bianca Gracie di Idolator «con piacere prescinde dalla ressa di sintetizzatori ariosi che sta attualmente dominando il genere». Matthew Norton della rivista NME ha dichiarato che il brano è «R&B iperattivo, intenso con un qualcosa di Rihanna negli eh». Sia Steven J. Horowitz della rivista Billboard che Maeve McDermott della rivista USA Today hanno dichiarato che il riff delle sue "chitarre metalliche" richiama quello di Message in a Bottle dei The Police. La rivista Q ha descritto il singolo come una «storia swiftiana con riff di chitarra di una notte di sbornia a letto con un ammiratore tatuato» ispirata a una volta che era «in tour, e aveva bevuto troppo».
Nel brano, Ellie Goulding parla di una notte in cui afferma di essere andata a letto con un ragazzo.
Il pezzo è stato inserito nella colonna sonora del videogioco di calcio per PlayStation 3 e 4 denominato PES 2017.
Ellie Goulding ha spiegato in un'intervista con MTV News a proposito del testo del brano:

## Accoglienza
Il brano ha ricevuto critiche positive dai critici musicali. Matthew Horton della rivista NME ha dichiarato che nel singolo «si sente qualcosa di Ed Sheeran nella dizione», notando anche che «Ellie sembra che brindi non appena fa comprendere il suo punto di vista nel modo più economico possibile» Lewis Corner del sito Digital Spy ha dato al brano una valutazione di 4 stelle su 5, dichiarando che il brano «segna il momento in cui la signorina Goulding diventa una paladina del pop», e sottolineando che «i riff di chitarra in stile The Police e il ritornello oscillante riecheggeranno qua e là nel vostro cervello ma non ne potranno uscire.»
Brennan Carley della rivista Spin è arrivato a definirlo «uno dei suoi singoli migliori sinora». Jon Dolan della rivista Rolling Stone ha dichiarato che «la grande voce di Ellie è compattata in una serie di secche esplosioni su serrati hi-hats e fraseggi di chitarra dei Police», e Rob Mesure di musicOMH ha assentito, definendola «una lontana parente di Message in a Bottle riconfigurata con profondi schiocchi bassi».

## Video musicale
Il 25 agosto 2015, Ellie Goulding ha dichiarato in un'intervista con Capital FM a proposito della trama del video musicale: «ci siamo io e un'altra ragazza che è veramente stupenda e siamo una specie di Thelma & Louise», e ha spiegato: «immagino che potrete vederlo tra circa un mese di tempo. Non vedo davvero l'ora che lo vediate». In un'altra intervista ha dichiarato inoltre che è stato girato a Las Vegas e diretto da Emil Nava, affermando: «è uno strano posto. Siamo andati in questo vecchio casino e abbiamo filmato il video qui dentro. Ho lavorato con il regista Emil [Nava]. Siamo amici e abbiamo voluto fare qualcosa di incredibilmente strambo. Abbiamo voluto cavalcare alcuni cavalli, e c'è un gangster che non è proprio una brava persona.»
Il video si apre con Ellie Goulding in abito sera con una collana di gioielli in una camera d'albergo a Las Vegas a cui si sovrappongono immagini sgranate di uomini in casinò, cartoni animati e cowboy in groppa a dei cavalli. Ellie Goulding si staglia poi solitaria in abito bianco in una grande camera d'hotel in piedi mentre si esamina pensierosa davanti a uno specchio prima che si scorga il suo uomo in giacca e camicia sorridente avanzare dietro di lei e protendersi su di lei per baciarle una spalla. In un'altra scena Ellie Goulding in una camicia bianca canta il brano in piedi in una stanza vuota con le pareti blu e una porta bianca, mentre lei e il suo uomo si scorgono in momenti diversi insieme in camera da letto e in una stanza con un grande specchio sulla parete, e in una scena l'uomo si staglia da solo a sorseggiare un drink al bancone del bar. Ellie Goulding si staglia poi in piedi sulla porta di un grande caravan accanto a una ragazza, sua complice, con una bandana seduta su una sedia, mentre nella camera da letto si scorgono Ellie Goulding e il suo uomo in una lite accesa, nella quale lui in giacca grigia e camicia rosa si staglia infuriato e paonazzo in diversi momenti nella stessa stanza urlando e ringhiando nelle orecchie di una irremovibile Ellie che siede su una panca ai piedi del letto con sguardo vacuo. In un'altra scena si scorgono Ellie Goulding e la sua complice in groppa a dei cavalli avanzare lentamente verso Las Vegas.

## Classifiche

### Classifiche settimanali
| Classifica (2015) | Posizione massima |
| ----------------- | ----------------- |
| Australia         | 3                 |
| Austria           | 14                |
| Belgio (Fiandre)  | 10                |
| Belgio (Vallonia) | 18                |
| Canada            | 10                |
| Danimarca         | 16                |
| Finlandia         | 8                 |
| Francia           | 61                |
| Germania          | 9                 |
| Irlanda           | 6                 |
| Italia            | 16                |
| Norvegia          | 14                |
| Nuova Zelanda     | 4                 |
| Paesi Bassi       | 11                |
| Polonia           | 37                |
| Portogallo        | 25                |
| Regno Unito       | 5                 |
| Repubblica Ceca   | 4                 |
| Slovenia          | 21                |
| Spagna            | 19                |
| Stati Uniti       | 13                |
| Svezia            | 18                |
| Svizzera          | 17                |

### Classifiche di fine anno
| Classifica (2015) | Posizione |
| ----------------- | --------- |
| Australia         | 74        |
| Germania          | 86        |
| Paesi Bassi       | 90        |
| Classifica (2016) | Posizione |
| Canada            | 78        |
| Stati Uniti       | 81        |